# Cal Moreno (Súria)
Cal Moreno és una masia de Súria (Bages) protegida com a Bé Cultural d'Interès Local.

## Descripció
Conjunt arquitectònic situat a la zona de Vallseca, en la part sud - occidental. Masia amb dos cossos principals rectangulars units, que presenta una cisterna d'obra al costat de l'escala del cos principal. El cos principal està fet amb maçoneria irregular i coberta a dos vessants. Té dos pisos i presenta adossada la segona construcció, amb murs de maçoneria irregular, recrescuts amb totxo i coberta a una vessant.

## Història
En un cens de 1877 apareix com masia habitada de dos pisos.